# Distrikt Huangáscar
Der Distrikt Huangáscar liegt in der Provinz Yauyos in der Region Lima im zentralen Westen von Peru. Der Distrikt wurde im Jahr 1825 gegründet. Er besitzt eine Fläche von 50,1 km². Beim Zensus 2017 wurden 694 Einwohner gezählt. Im Jahr 1993 lag die Einwohnerzahl bei 810, im Jahr 2007 bei 668. Sitz der Distriktverwaltung ist die 2537 m hoch gelegene Ortschaft Huangáscar mit 414 Einwohnern (Stand 2017). Huangáscar befindet sich knapp 50 km südsüdöstlich der Provinzhauptstadt Yauyos.

## Geographische Lage
Der Distrikt Huangáscar befindet sich in der peruanischen Westkordillere im Süden der Provinz Yauyos. Das Areal wird im Südwesten vom Río Chocos sowie im Norden vom Río Viñac begrenzt.
Der Distrikt Huangáscar grenzt im Südwesten an den Distrikt Azángaro, im Westen an den Distrikt Chocos, im Norden an den Distrikt Viñac sowie im Osten an den Distrikt Madean.

## Ortschaften
Im Distrikt gibt es neben dem Hauptort folgende größere Ortschaften:
- Chillaca
- Pueblo Nuevo